# 久嬢由起子
久嬢 由起子（くじょう ゆきこ（芸名）、1982年1月26日 - ）は、整体師、日本の女優。東京都出身。
かつては宮川 由起子（みやがわ ゆきこ）の芸名（本名）で活動していた。

## 来歴・人物
趣味はフラワーデザイン・お菓子作り・ネイルアート。特技はクラシックバレエ、ジャズダンス（第25回全国舞踊コンクール第3位という記録を持つ）。認定整体師、整体師養成認定講師、食生活アドバイザー、アロマテラピー検定1級の資格を取得している。
高校1年の時、雑誌『JUNON』のS.Sガールズコンテストに応募したのが芸能界入りのきっかけ。1998年にはミュージカル『美少女戦士セーラームーン』で水野亜美/セーラーマーキュリー役を演じた。同ミュージカルで火野レイ/セーラーマーズ役を演じた坂井ひろみとは今でも仲良しとのこと。
2010年より、整体師の仕事のキャリアを生かし、独自に研究した健康法リラレッチを考案。テレビ出演をきっかけに、2012年6月には『リラレッチ～すぐ効く!癒されダイエット～』と題した単行本（学研パブリッシング）とDVD（スクロール）をリリース。雑誌の特集が殺到し、テレビ、ラジオ出演の他、雑誌、新聞の連載多数。リラレッチを発展させた、2人で行うラブレッチ、ギャグをベースのギャグレッチなど、身近で楽しくできる、実践的なメソッドを提唱している。
現在は整体学校認定講師の傍ら独立し個人事務所を立ち上げるなど幅広く活躍している。

## 主な出演作品

### テレビ
- ストリートファイターズ（2011年2月21日、テレビ朝日）
- 笑っていいとも!増刊号（2011年7月10日、フジテレビ）
- オトナ養成所 バナナスクール（2014年12月02日、東海テレビ） - セクシー系ストレッチ「ラブレッチ」講師として出演
- 第51回爆笑ヒットパレード2018（2018年1月1日、フジテレビ）
- あさイチ（2019年4月23日、NHK総合）- 「美尻のスペシャリスト」として出演。
- あさチャン(2019年7月25日、TBS） - 「しりペン体操著者」として出演

### インターネット
- もっとよしもと「よしログ」（出演は不定期）
- 美人整体師の働く男診断（2015年 - 2016年、KADOKAWA[週刊ジョージア」）[3]
- ぶるぺん（2018年1月23日、Ustream、GYAO!）
- 江頭2:50のピーピーピーするぞ!（2020年7月7日 － 8月4日）
- 大川興業のインデペンデンス・デイ（2020年9月8日 -）

### テレビドラマ
- 当番弁護士7（1998年2月16日、テレビ朝日） - 梶原陽子 役
- 舞妓さんは名探偵! 第8話（1999年、テレビ朝日） - 豆葉 役
- プリズンホテル 第8話 - 9話 （1999年、テレビ朝日） - 春野さくら 役
- 救急ハート治療室 （1999年、フジテレビ）- 宮下かなえ 役
- ハッピィサルベージ（2000年4月 - 6月、テレビ朝日） - 相馬里美 役
- 世にも奇妙な物語 春の特別編「無視ゲーム」（2002年、フジテレビ）
- ケータイ刑事 銭形愛 第21話（2003年、BS-i） - パフィンクのマキ 役

### CM
- 東芝テック 企業（2006年） - 『テックワルツ POS+MFP』篇

### イメージキャラクター
- ハウスコム（2004年）
- 住see（2004年）

### 舞台
- ミュージカル 『美少女戦士セーラームーン・新伝説降臨』 （1998年7月10日 - 8月20日、サンシャイン劇場 他） -　水野亜美 / セーラーマーキュリー 役

### 著書
- 「リラレッチ～すぐ効く！癒されダイエット～」DVD付き（2012年6月、学研パブリッシング）
- 「やせたいなら肛筋を鍛えなさい」（2017年7月27日、KADOKAWA）[4]

### DVD
- 「Pinky Heart」（2004年）宮川由起子
- 「Winkiss」（2004年）宮川由起子
- キューティー&ハニー 宮川由起子・長谷川涼（2005年）
- 「リラレッチ～すぐ効く！癒されダイエット～」DVD完全版（2012年6月スクロール）